# Dress Up spel
Dress up Spel även kallad Dollz (eller dolls) är ett namn på färgglada virtuella "dockor" på Internet, ofta i form av tonåringar som man kan klä på och ibland också välja hår, och kanske sätta på smink. Det finns stora likheter med gamla tiders klippdockor. På en del sidor med dress up spel finns det dockor som redan är färdigklädda, till för att tittas på. Vissa sajter har även dollz-spel och chat.